# Jack Six
Jack E. Six (* 26. Juli 1930 in Danville (Illinois); † Anfang 2015) war ein US-amerikanischer Jazz-Bassist.
Six studierte von 1945 bis 1947 Trompete und arbeitete anschließend in Chicago, Los Angeles und in New York, wo er ein Jahr Komposition an der Juilliard School (1955/56) studierte. Als Bassist spielte in der Tommy Dorsey Ghost Band unter Leitung von Warren Covington, danach in den Bigbands von Claude Thornhill (1958) und Woody Herman (1959/60), während er seine Studien fortsetzte. Dann gehörte er mehrere Jahre zu den Gruppen von Herbie Mann und Don Elliott. Ab 1968 arbeitete er bis 1974 im Trio mit dem Pianisten Dave Brubeck und dem Schlagzeuger Alan Dawson, dann mit Jim Hall. Nach einigen Jahren in Fernsehshows und als musikalischer Leiter einer Hotelband war er zwischen 1989 und 1998 wieder mit Brubeck auf Tournee. Im Bereich des Jazz war er von 1957 bis 1998 an 77 Aufnahmesessions beteiligt, u. a. bei Maxwell Davis, Tal Farlow, Jack Reilly, Dave Pike, Marlene VerPlanck, Gerry Mulligan, Susannah McCorkle, Dick Meldonian und Marty Grosz.

## Lexikalische Einträge
- Leonard Feather, Ira Gitler: The Biographical Encyclopedia of Jazz. Oxford University Press, New York 1999, ISBN 0-19-532000-X.